# Paul Scully-Power
Paul Scully-Power (28. květen 1944 Sydney, Austrálie) je americký astronaut, důstojník a oceánograf původem z Austrálie, který se aktivně zúčastnil osmidenního letu raketoplánem v roce 1984.

## Životopis
Vysokoškolské vzdělání získal na University of Sydney. Nastoupil do armády, stal se oceánografem, přestěhoval se do USA. V roce 1984 absolvoval nezbytný výcvik a stal se členem týmu amerických astronautů a téhož roku se dostal do osmidenní expedice s raketoplánem Challenger. Byl 152. člověkem ve vesmíru.
Oženil se a má šest dětí.

## Let do vesmíru
V 13. letu raketoplánu Challenger byl dr Scully-Power specialistou pro užitečná zařízení. Osmidenní let měl označení STS-41-G, v systému COSPAR byl katalogizován jako 1984-108A. Start byl na Floridě (Kennedy Space Center) 5. října 1984, přistání 13. října téhož roku Sedmičlenná posádka splnila hlavní úkol, vynést na oběžnou dráhu satelit Earth Radiation Budget.